# エム×ゼロ
『エム×ゼロ』は、叶恭弘による日本の漫画。『週刊少年ジャンプ』（集英社）において、2006年23号から2008年25号まで連載された。全99話、単行本は全10巻。

## あらすじ
主人公の九澄大賀は私立聖凪高校の入学面接試験での回答を柊愛花に大笑いされ動揺し不合格になってしまう。愛花の事が頭から離れない九澄は新学期開始後に聖凪高校の前までやって来るが、教師の柊賢二郎に脱走生徒と勘違いされ強引に校内に連れ込まれる。実は聖凪高校とは選ばれた者だけが入学できる魔法使い養成学校だった。愛花との再会を果たし誤解を解いた九澄。しかし、資質の有無は定かではないものの魔法が使えない一般人の九澄は、規則により記憶を消されそうになる。愛花への気持ちに気付き抵抗する九澄と、責任上解雇の危機にさらされた柊教師の思惑が一致し、校長の許可のもと九澄を入学させ、柊教師が魔力ゼロの九澄をサポートする事に。やや治安の悪い聖凪高校で、生徒達の魔法騒動に悩まされ続ける九澄のスリリングな学校生活が始まった。
各エピソード一覧
- 九澄大賀入学編：M:1-4
- チーム編成編：M:5-7
- M0プレート編：M:8-10
- 魔法執行部編：M:11-18
- 魔法試験編：M:19-27
  - 第一試験編：M:19-21
  - 第二試験編：M:22-24
  - 第三試験編：M:25-27
- 薬品部・洞窟編：M:28-35
- クラスマッチ編：M:36-52
- ふりだしに戻る編：M:53-57
- 夏休み編：M:58-M:66
  - 自主トレ編：M:58-M:61
  - M0強化編：M:62-M:66
- 三年執行部編：M:67-M:70
- 文化祭編：M:71-82
  - ねらわれた文化祭編：M:71-M:79
  - 消えたルーシー編：M:80-81
  - 1年C組ゴスロリ喫茶：M:82
- 魔法試験2nd編：M:83-M:87
- ブラックプレート編：M:88-M:94
- 10（+2）Pudding（美乳特選隊編）：M:95
- 秘密の2人編：M96
- さらば聖凪編：M:97-M:99

## 登場人物

### 1年C組

#### 6班（主要パーティー）
九澄大賀（くずみ たいが）
- 来客者用ダミーMP（M:2）→M0（エムゼロ）プレート（M:10）→BM0（ブラックエムゼロ）プレート（10%）（M:93）
- プレートは魔法によりゴールドプレートのマークになっている。

本作の主人公。左利き（初期は右利きだった）。基本的に熱血漢で正義感が強い少年だが、向こう見ずな一面もあり、多少お調子者でもある。空手と喧嘩の達人である姉・胡玖葉に技の実験体にされていたため、桁外れの体力と戦闘力と空間把握能力を持つ。学業成績はいまいちなものの、頭の回転そのものは早く、素早い状況判断とハッタリを武器にすることに秀でている。
聖凪高校を受験するが、魔法の存在を知らなかった大賀は、面接官の質問に対して、咄嗟に小学生のような返答（世界征服）をしてしまい、不合格になった。この返答を同じ面接を受けていた柊愛花にその場で大爆笑され、これをきっかけに愛花に一目惚れした。この面接では事前に配られている入試案内にその質問で答えるべき答えが書かれており、魔法の資質がある生徒にだけそれが見えるようになっている。不合格になった理由は学校側の用意した答えと九澄の回答が異なるためであった。九澄の答えるべき答えは、それの書かれているページにサインが書かれていたため読むことができない状態にあった。九澄の回答はそのサインを読み上げたものであった(合格のカギは入試案内にあることは知っていた)。あらすじで述べたトラブルが原因で入学を許可され、紆余曲折を経てM0プレートを渡される。ちなみに、聖凪高校の入学試験の成績は最低のレベルではあったが、合格ラインには達していたようだ。元々の受験動機は、進学校といわれている聖凪高校に合格することで自分の学力をバカにする中学校の面々を見返すためであった。そのため、合格のために努力していたようだ。
入学前に柊父と起こしたトラブルが原因で、他の生徒達および音芽校長と柊魔法技術主任教員以外の教員からはゴールドプレートクラスの天才生徒だと思われているが、実際はストーリーを通して魔法をどの生徒よりも自由に使うことができない。入学当初は来客用ダミーMPを待たされており、魔法を一切使えなかった。M:10からM0プレートを与えられたものの、扱えるのは｢M0｣のみであった。M0はM0プレートでないと使えず、またM0プレートは魔法をインストールできない(M0プレートによってM0以外の魔法を使えない)ため、M0を使用することがばれることはすなわち自身の秘密が露見することである。また、M0はMポイントの消費が不安定であり、後述する九澄の通学目標を達成することにとって厄介である。以上のような危険もあり、魔法を使いたいという意向を音芽校長に聞き入れられ、M0をブラックプレートに加工した[BM0プレート]の使用を勧められる。ただし、使う魔法を一般生徒並みに自由に選択できるようになったわけではない。これらの事情を大多数の人間に知られてはならないため、持ち前の度胸と根性で危機また危機を乗り越えていく。GPを持っている理由を聞かれた場合に備えて、「昔自分の家が魔法特区の中にあり、修行をしていた」という答えを用意している。
元来の受験動機は進学校である聖凪高校の試験に合格するためであったが、あらすじに書かれた事件以降は愛花への想いを大切にするために愛花の通う聖凪高校に通っている。愛花には魔法で叶えたい夢があることを知っていから、通学目的を、愛花が夢を叶えられなかった時に代わりに自分が叶える為に真のゴールドプレートになることと決めた。九澄はその目標のため、校長の思惑もあって生徒会魔法執行部に入る事になる。後に、1年生全員（約200名）を取り締まる1学年担当責任者に任命され、2学期に入ると生徒会魔法執行部一学年分室を与えられる。分室を与えられたのは愛花が九澄の助手となることを希望したためであるが、愛花と九澄が2人きりになるのを危惧した柊父の暗躍によって、他の1年C組の生徒が頻繁に出入りするようになり、事実上1年C組の分室と化してしまった。
ゴールドプレートクラス扱いになっているため、様々なトラブルに巻き込まれがちである。例えば、魔法クラスマッチではこれを理由にVIP扱いされ、倒すとポイント3倍とされたために他クラスからは格好のターゲットとされていた。また、夏休み中はクラスメイト達の特訓(新しく覚えた魔法の実験台)に、わざわざ家にまで迎えに来て誘われているため渋々参加している。夏休み中盤以降、柊父の発案でM0の強化特訓をすることになる。その結果、M0の有効範囲の位置、体積、形状をある程度制御できるようになった。2学期に入り、3年執行部滑塚と対峙し、柊父の機転のおかげでM0、ひいては自分の秘密を守ることに成功する。文化祭では、魔法執行部の代表として愛花と共にイベントキングレースに参加することとなり、2人の刺客を倒し、文化祭は無事に終わりを告げた。最終話では九州の魔法高校尾輪哩高に留学した。
名前の由来は「退学済み」のアナグラム（サブタイトルより）。
柊愛花（ひいらぎ あいか）
- RI（レッドアイアン）プレート→WI（ホワイトアイアン）プレート（M:27）→RB（レッドブロンズ）プレート（M:94）

ヒロイン。学校の魔法主任教師、柊賢二郎の娘。極度の笑い上戸なほか、単純な性格で人の言う事を信じ込みやすい少女。天然である。その性格のために入試の面接で九澄の答えを聞いて笑ってしまい、それ以来九澄の事が気になっていた。校内では三国久美・乾深千夜と行動を共にすることが多い。ちなみに、恋愛スキルは限り無く0に近い。また、愛花自身は気づいていない、もしくはそう自分に嘘をついているようだが、自身も九澄に対して恋心を寄せるようになってきており、徐々に両想いになっているようである。
母親がいないため家事の一切を任され、料理の腕は中々のもの。九澄を始めとして実は多くの男子生徒から想いを寄せられているが、父を恐れて誰からも告白されていない。幼い頃に亡くなった母に会うという願いを叶える為にゴールドプレートクラスになろうとしている。
得意魔法は物に視覚的な変化を加える魔法と「声震砲（ボイスワープ）」。声震砲は強力だがMP消費が大きく、1年生には不釣り合いな魔法であるが、父が護身用にと入学当初から覚えさせた。
魔法クラスマッチではS・C（スパイ）。
夏休み中盤、父に付き添いで布敷島に旅行をかねて滞在し、帰宅する直前、九澄に頼み、執行部の九澄の補佐になる（形式上はボランティア）。文化祭では、九澄と共に魔法執行部の代表としてイベントキングレースに参加する。
将棋が強く、アマチュア初段の腕前である大門との対決では一手先行で勝ち切り、アマ三段である刺客との対決では「こんな所でモタモタしていられない」と隙も与えず圧勝。少なくともアマチュア三段以上の実力があるものと考えられる。
魔法試験2ndでは、愛花、三国、乾の3人の合体魔法を使い見事クリアー、その後正式な魔法執行部の一員となる。
伊勢カオル（いせ かおる）
- RIプレート→C（クロム）プレート（M:27）→RBプレート（M:88）

男子生徒。おとめ座、AB型。
女子生徒が大好きで、ほとんどの1年生の女子生徒に偶然を装った悪意見え見えのセクハラをしており、女子からは忌み嫌われている（本人は“美の探究者”と言って欲しいらしい）。九澄とは一応仲が良く、ピンチの時に助ける事もある。また、九澄が愛花を好きな事に気付き、久美と一緒になって2人を進展させようと企む。
得意魔法は「30秒間の磁引力（ハーフミニッツマグネティズム）」などの磁力に関する魔法(詳細は物体磁石化魔法の項)。実は努力家で、週に2日は自主的な朝練をしている。そのため、当初は九澄と愛花を利用することで自己をカバーしようとしていたものの着実に成長しており、クラスマッチ代表にもG・C（ガード）として選抜されている。兄・聡史とは昔は仲が良かったが、兄に対して劣等感を持ち始めてから関係がギクシャクしている。
魔法試験では、初回いきなりトラップにかかりアウトとなるが、九澄と遭遇し最後は九澄からの助言のおかげでクリアーとなった。
三国久美（みくに くみ）
- RIプレート→WIプレート（M:27）

女子生徒。さそり座、B型。魔法格闘部所属。愛花、深千夜とは小中と同じ女子学園であり親友同士。長身・ロングヘアー・抜群のスタイルと、ややぶっきらぼうな言葉使いが特徴。口より手が早い武闘派。観察力に優れ、クラスマッチの桜庭戦などでそれを発揮している。九澄の愛花への想いに気付いており、それをネタに愛花をよくからかっている。
6歳時に、潰れたカタツムリが顔についたことがトラウマとなって、かなりのカタツムリ恐怖症。
兄の影響で空手道場に通っていたことがある。そのため、女子としてはズバ抜けた体力と攻撃力の持ち主で、並みの男子では太刀打ちする事が出来ない。筋肉がつくのが悩みの種で鍛えるのを止めていたが、聖凪高では魔法で戦う事が出来るため、格闘熱が再燃している。
得意魔法は物を巨大化させる魔法。
魔法クラスマッチではA・C。主に愛花、深千夜と共に行動。持ち前の戦闘力を活かしポイントゲッターとして活躍した。
夏休み中盤、愛花、深千夜と共に布敷島に旅行として滞在する。

魔法試験2ndでは、愛花、三国、乾の3人の合体魔法で見事クリアーとなった。
1年美乳特選隊の1人。
ちなみに、名前を逆読みしても「三国久美」となる。
乾深千夜（いぬい みちよ）
- RIプレート→WIプレート（M:27）

女子生徒。うお座、O型。魔法手芸部所属。愛称は「ミッチョン」。
愛花、久美とは親友同士。オカルトやゴシックファッションが好みで、その手のグッズやキモカワ系のおもちゃを蒐集するのが趣味。小柄で黒髪ツインテール、少しタレ気味の目に泣きボクロという特徴のある外見を持つ。普段は無口でミステリアス（1話では愛花と頻繁によくしゃべり、明るい感じの少女として描かれていたが、中盤になるにつれそのような性格になっていく）。実は凄腕のゲーマーで、大会での優勝歴がある。愛花にオヤジギャグを聞かせ笑わせるのが好きらしい。そのためか門庭先生にオヤジギャグに関する取材をする場面も見られ、「親父魂」の後継者として期待されているらしい。
得意魔法はぬいぐるみを利用した物体操作系「一髪操作（ワンヘアーマペット）」。対象の髪の毛1本につき1操作（アクション）の操作が可能。
魔法クラスマッチではS・C。主に愛花、久美と共に行動。
夏休み中盤、愛花・久美と共に布敷島に旅行として滞在する。
魔法試験2ndでは愛花、三国、乾の3人の合体魔法で見事クリアーとなった。

#### 3班
津川駿（つがわ はやお）
- RIプレート→Cプレート→WB（ホワイトブロンズ）プレート（M:88）

男子生徒。トレードマークはヘアバンド。3班のメンバーだが、主要人物の1人。いつもテンションが高く、物怖じしない性格で、友達も多い。また、九澄や伊勢と仲も良い。負けることが大嫌いで、自分が勝つまで何度でも勝負を続けるタイプである。ちなみに、スケボー歴4年。常に魔法に用いるスケートボードを携えている（過去に一度九澄に破壊されたことがある（M:24））。
伊勢、堤本らと魔法を極めるまで女は作らない同盟を誓い合っていたらしいが、夏休みに自主トレで周りのおせっかいにより委員長と付き合い始めた。
得意魔法はスケートボードを利用した高速移動の魔法「GO!! エスケープ」や、その強化版と思われる「韋駄天號」、さらにそれ以上のスピードで移動することのできる「韋駄天號MAX」があり、「C組のスピードキング」の異名を持つ（だが、作中の話を見る限り、よく転倒する）。
魔法クラスマッチではS・C。基本的に単独行動し、スケボーの高速移動能力を活かして全員の連絡中継係を担当。
下田明歩（しもだ めいほ）
- RIプレート→Cプレート

通称委員長。クラス男子の憧れの的でもある才女。1年C組の学級委員長。近眼で眼鏡っ娘。
夏休み中に自主トレで周りのおせっかいにより津川と付き合い始めた。
得意魔法は両手から黄金色の拳を具現化させ、対象を連続で殴り付ける「幻の右＋黄金の左」。
皆口南々海（みなぐち ななみ）
- RIプレート→Cプレート

女子生徒。スタイル抜群でそれを自負しており、久美をライバル視している。
得意魔法は、物を巨大化させる魔法。
しかし、周りに向いていないと言われながらも、久美へのライバル心で無理に使うため、巨大化した物質を自在に使いこなせるだけの体力に欠ける。
影沼次郎（かげぬま じろう）
- RIプレート→WIプレート

男子生徒。C組の「影」の実力者。2学期中盤以降、魔法執行部の一員となる。見た目はかなり男前だが、極度の人見知りで、常に周りと距離を保つように行動しているために影が薄い。そのために大抵の発言は最後まで聞いてもらえないことがあり、自身もかなり無口。存在感を示すために作中では矢印が描かれていたり、「影沼」と書かれたTシャツを着ていることがある（M:59）。
魔法試験ではその存在を忘れ去られ、実技試験を受けるチャンスを失い、他の生徒の3時間後に試験をやっと終わらせたという不運なエピソードがある（しかし、結果的に点数は10点中9点だったことから、優秀な成績を持つ人物だと思われる）。
文化祭では男子なのに何故か1人だけゴスロリを着ていた（M:82サブタイトル紹介時では、「長沼」と誤植された）。
魔法クラスマッチではG・C。陰ながら周囲を上手くサポートしており、クラスの勝利に大きく貢献している。
得意魔法は、影を操る魔法。
舟木（ふなき）
- RIプレート

女子生徒。
魔法試験では伊勢と対決。

#### その他のクラスメイト
桃瀬晶（ももせ あきら）
- Cプレート→WBプレート（赤マルジャンプ2008SPRING番外編）

女子生徒。ふたご座、B型。愛称は「桃」。委員長や出雲らと仲がいい才女。普段は帽子を被っている。
得意魔法は、変身系「HENGE」。生物・無生物を問わず、相手を強制的に変化させる。
魔法クラスマッチではK・C（キング）。
出雲・氷川と共謀し、委員長と津川をくっつけようと陰ながら奮闘し、成功する。
出雲文美（いずも ふみ）
- WIプレート

女子生徒。うお座、O型。
黒髪のツインテールとそばかすが特徴。家は書道教室を開いており、書道の嗜みがある。しかし、彼女自身はどちらかといえば体育会系。
得意魔法は「書家の魂」。漢字を書くことによってその漢字が持つ意味の効果を発揮する。
魔法クラスマッチではG・C。
主に"破（文字を蹴り飛ばし相手に攻撃）"、"壁（防御）"、"絶（拒絶。伊勢のセクハラ対策に使用）"、"退（相手を強制的に退場させる）"の文字を使う。
桃瀬・氷川と共謀し、委員長と津川をくっつけようと陰ながら奮闘し、成功する。
堤本浩巳（つつみもと ひろみ）
- Cプレート

男子生徒。津川とは中学時代からの親友。もみあげが特徴で、毎日毛抜きで形を整えるなど非常に気を使っている。玩具やグッズのコレクターで、それを魔法にも使用している。
伊勢・津川らと魔法を極めるまで女は作らない同盟を誓い合っていたらしいが、親友の津川は委員長とくっついてしまった。
得意魔法はコレクションのグッズを使用した強化系。相手を離れた場所から吹っ飛ばす魔法「ゴールデンハンマー」など。
魔法クラスマッチではA・C。
田島誉士夫（たじま よしお）
- Cプレート

男子生徒。魔法将棋部所属。得意魔法は操作系で、小型の人形を操る。将来は小型モンスター人形使いを目指している。
魔法クラスマッチではA・C。
畑龍馬（はた りょうま）
- WIプレート

男子生徒。野球部所属。坊主頭。
得意魔法は布を使った拘束系魔法。包んで押さえ込む赤布／「抑制の赤布（マタドールクロス）」、貼り付いて固定する青布、対象を引き寄せる白布などの「布シリーズ」を好んで使う。
魔法クラスマッチではS・C。
次原豪也（つぎはら ごうや）
- Cプレート

男子。リーゼントのような髪型が特徴。
得意魔法は身体の一部を飛ばす変則放射系。腕を飛ばす魔法「ロケットパンチ」。足でも可能だが、頭部を飛ばすことは出来ない。
魔法クラスマッチではG・C。
氷川今日子（ひかわ きょうこ）
- I（アイアン）プレート

女子生徒。いて座、B型。シールを貼った対象を別のシールを貼った物体の場所に移動させる魔法「チェンジシール」を使う。
クールで感情をあまり表に出さない上、物言いがキツイ為か、男子があまり近づくことはない。
魔法にはあまり関心がない勉学を第一とする秀才。
数少ないI（アイアン）プレートの所持者（他にA組の軽曽根菜津子、B組の時田マコが使用）。
桃瀬・出雲と共謀し、委員長と津川をくっつけようと陰ながら奮闘し、成功する。

### 1年A組
軽曽根菜津子（かるそね なつこ）
- Iプレート

学園祭のEKR対決でジャンボたこ焼き大食い対決の刺客として九澄と対決する。華奢な体つきだが大食いで有名で、大食いチャレンジを行っている店は全て制覇した実力を持つ。軽く10個以上を平らげてしまうが、九澄のM0を使った戦術の前に敗れる。
数少ないI（アイアン）プレートの所持者。
初貝真由（はつがい まゆ）
- WBプレート

ショートヘアーの眼鏡少女。パソコン部所属。A組ではダントツ人気だが、本人は現実の人間に興味がない。
1年美乳特選隊の1人。

### 1年B組
時田マコ（ときた まこ）
- Iプレート

1年B組。現在判明している中では数少ないI（アイアン）プレート保持者（他にA組の軽曽根菜津子、C組の氷川今日子が使用）。
巨乳の少女で、通称「Gの旋律」。1年生で一番のバストサイズを誇るようで、顔が分からなくても、胸で認識される。
セリフはあるが、顔の部分にフキダシがあったり、魔法で顔がモザイクになっていたり、学校のプールで熱射病になり濡れタオルを被せられていたりして、M:99で明らかになるまで顔が確認されていなかった。
そのプロポーションからとりあえずエロシーン用でレギュラー化されている様子で登場回数も多い。
1年美乳特選隊の1人。M:95で彼女メインのエピソードが描かれたが、これが作者の語ったやりたい話かどうかは不明。なお、それでも頑なに顔は描かれなかった。

### 1年D組
土屋秀和（つちや ひでかず）
- Cプレート

男子生徒。魔法クラスマッチではA・C役。
海坊主のような物が、土の中から顔を出し相手を攻撃する魔法「土坊主」を使う。三国久美と対決、自分をS・Cと偽りうかつに攻撃されないようにしていたが、巨大針を利用して接近されたために正体を看破され敗北、クラスマッチ退場となる。
島田（しまだ）
眼鏡をかけている。男子。
魔法クラスマッチではS・C役。M：36に初登場で九澄大賀に負けクラスマッチ退場となる。
竹谷和成（たけや かずなり）
- WIプレート

男子生徒。不良染みた外見だが、D組では人望もあり人気も高い。2学期中盤以降、魔法執行部の一員となる。
得意魔法は物質移動系「インスタントワープ」。予め準備していた場所への移動が可能だが、時間がかかるのが難点。現在はスピードアップのために修行中。
魔法クラスマッチではK・C役。

### 1年F組
観月尚美（みづき なおみ）
- Cプレート→WBプレート（M:94）

女子生徒。魔法薬学（ドラッグメーカー）部所属。
男嫌いだったが、ふとしたトラブルがきっかけで九澄と知り合い、嫌々ながらも共に裏山の洞窟を探検。その探検の最中、食虫植物の餌食にされかけていたところを九澄に助けられ、それ以降九澄の事を気にかけるようになる（現在ではほぼ完全に惚れてしまった模様）。俗に言われるツンデレという性格で、素直に九澄にアプローチすることができないが、少なくとも伊勢（弟）にはその九澄に対する想いを見抜かれている描写が見られる。洞窟探検後、髪型を変える。2学期中盤以降、愛花からは“尚っち”と呼ばれている。
得意魔法は「昇天使（エンジェルフライ）」。対象の頭上にテーゼが浮かび、上昇させる。
魔法クラスマッチではA・C。
大門高彦（だいもん たかひこ）
- WIプレート→Bプレート（M:88）

魔法試験で学年トップの成績を取った、1年でトップクラスの実力者と噂される小柄な少年。顔や髪型は『MP0』の主人公である加水良人をリファインしたもののようだ。2学期中盤以降、魔法執行部の一員となる。その魔法の実力は一部の生徒に恐れられているほどである。小石川とは幼馴染みでいつもツルんでいる。実は背が低いことを気にしている。
性格は冷静沈着でいつも小石川をなだめる役回りだが、実は好戦的で敵に対しては情け容赦がない。
得意魔法は「狭視野の射手座（ピンポイントサジタリウス）」。髪の毛を矢とする射撃の魔法で高い命中率を誇る。クラスマッチでは観月の「昇天使」と組み合わせることにより、高度からの狙撃を可能とする。
魔法クラスマッチではA・C。対C組の決勝戦ではK・C。決勝戦では単独で行動し、津川・田島を退場させるなどの活躍を見せるものの、最後の九澄との対戦にて、見下していた愛花の策と九澄の知略に翻弄された末敗北。クラスマッチ終了後は愛花に謝罪し、九澄を出し抜けるほどの強力な魔法を覚えると決意する。
学園祭のEKR対決で再度登場。愛花と魔法将棋で対決するが、惨敗する。
小石川拓馬（こいしかわ たくま）
- WIプレート→RBプレート（M:90）

大門と同じく、1年でトップクラスの実力者と噂される大柄な少年。大門とは幼馴染であり、お互いに「タカ」「タク」と呼び合っていたが、大門の身長が伸び悩み始めてからは「大門」と苗字で呼ぶようになっている。
性格は短気且つ単純。観月に惚れており、彼女が想いを寄せているらしい九澄にライバル心剥き出し。
得意魔法は「魔指弾（ドン・パッチン）」。指を鳴らす事により空気弾を打つ魔法。さらにこれの発展形の魔法を使役する。音さえ鳴らせられれば、指でなくとも場所は問わない。
魔法クラスマッチではA・C。決勝戦では数人退場させるほどの活躍をする。が、念願の対九澄戦で魔指弾の弱点を看破され、さらにその性格が災いして自滅。退場となった。
武部優希（たけべ ゆうき）
- Cプレート

男子生徒。今とは入学式から恋人同士で「タケちゃん」と呼ばれている。
得意魔法は視覚系「見廻眼（ミカエル）」。千里眼のように自分の視覚を遠くに飛ばす。
魔法クラスマッチではG・C。決勝戦では今と組んで行動していたが、九澄との第9ブロックエリアバトルに敗れてリタイア。
今美可子（こん みかこ）
- WIプレート

女子生徒。武部とは入学式から恋人同士で「ミカコ」と呼ばれている。
得意魔法は「美・風船（ミス・バルーン）」。空気を吸い込み身体を風船状に膨らませる。自在にバウンドしたり、吸い込んだ空気を一気に吐き出して飛翔する事も可能。
魔法クラスマッチではG・C。決勝戦では武部と組んで行動していたが、九澄との第9ブロックエリアバトルに敗れてリタイア。
桜庭紫紀（さくらば むらさき）
- Cプレート

女子生徒。かに座、AB型。
資産家の娘で気位が非常に高い。魔法に自信があるが、魔法試験の結果はそれほど高くなかった。髪の毛が足首までストレートに伸びている。かなりの戦闘狂で、SMの女王様のように強烈なSっ気がある。クラスマッチ予選では相手を怪我させて退場させられた。体力があまり無く、運動が苦手な模様。地元名士の娘という時田マコが天敵。
得意魔法は「黒髪の女王様」（ブラックヘアクイーン）。自らの髪の毛を鞭状に変化させる。
魔法クラスマッチではS・C。決勝戦では三科と組んで行動する。三国久美と相討ちとなり退場となる。
1年美乳特選隊の1人。
三科映美理（みしな えみり）
- WIプレート

女子生徒。ふたご座、B型。
父親がイタリア人というハーフで帰国子女。桜庭とは馬が合う。帽子を目深に被っている時は言動が大胆になるが、外すと気弱になるらしい。
得意魔法は「ガムガムフレア」。ガムのような粘着質の物を操る魔法。
魔法クラスマッチではA・C。決勝戦では桜庭と組んで行動する。柊愛花・乾深千夜に負けクラスマッチ退場となる。
1年美乳特選隊の1人。
白石淳（しらいし じゅん）
- WIプレート

男子生徒。
ヒツジのぬいぐるみを操る魔法「メリーの鈴」を使用する。
魔法クラスマッチではA・C。決勝戦では伊勢を倒した。
都倉（とくら）
男子生徒。
魔法クラスマッチではS・C。決勝戦では第5ブロックエリアバトルで青江と共に、伊勢・出雲に敗北し退場。
青江（あおえ）
男子生徒。
魔法クラスマッチではG・C。決勝戦では第5ブロックエリアバトルで都倉と共に、伊勢・出雲に敗北し退場。
藤重昌佑（ふじしげ まゆ）
- WIプレート

女子生徒。さそり座、A型。ソフトボール部所属。
静電気の塊を投げつける魔法「衝撃の剛速球（サンダーストライク）」を使用する。
魔法クラスマッチではS・C。
高木牧人（たかぎ まきと）
- Cプレート

男子生徒。細山田とは仲の良い友人。
魔法クラスマッチではS・C。決勝戦では影沼の魔法で足止めを食らい、時間切れ（退場）。
細山田満雄（ほそやまだ みつお）
- Cプレート

男子。高木とは仲の良い友人。
魔法クラスマッチではG・C。

### 生徒会魔法執行部

#### 2年
永井龍堂（ながい りゅうどう）
- S（シルバー）プレート

2年生でA校舎（1・2年生用校舎）支部長の男子生徒。
魔法の実力はA校舎では最も高いがかなりの運動オンチ。また、思いの外チキンハートで、支部長の任務のプレッシャーに日々胃を痛めている。
本音を話すのが苦手な口ベタで、主にドクロマークのニット帽・ロッキーに喋らせている。普段は冷静沈着で、他の人間からの人望は厚い。支部長としての威厳を保つ為、ロッキーに喋らせている口汚く相手を罵ってけなす凶暴な毒舌を本音と偽っていた。この事により伊勢（兄）の誤解を生み、対立する事になってしまったが、九澄の尽力のおかげで和解。
ロッキーの上半身を具現化する魔法や、巨大な手錠で対象を捕獲する魔法を主に使用。
宇和井玲（うわい れい）
- Sプレート

2年生でA校舎副支部長の女子生徒。
成績は優秀だが、かなり大雑把な性格の抱きつき魔。強気且つ強引な性格で、使える男を自らの足許に置き、自分は楽をしたいという高飛車な女王様気質。支部長の永井を信頼しているが、実は密かにA校舎支部長の席を狙い、ライバル視している。
得意魔法は髪留め用のゴムを自在に操る魔法（例:網状にして対象を捕獲する「ブラックバンドウェッブ」）。
八条宗二（はちじょう そうじ）
- Sプレート

2年生の男子生徒。
A校舎執行部一の働き者で物静かで穏やかな性格の持ち主で、普段（九澄不在時）は宇和井にこき使われている。また、他の生徒達からも一目置かれている。
得意魔法はブレザーなどを風呂敷状にして対象を包み込み拘束する「どこでも風呂敷」。
沼田ハルカ（ぬまた はるか）
- B（ブロンズ）プレート→Co（コバルト）プレート（M:74）

2年生の女子生徒。普段は事務処理をメインに担当している。忙しい時は取締にも出動するが、主に補佐役。
得意魔法は物体を圧縮した魔力で覆って固める「ZIP-LOCK」。
里谷誠（さとや まこと）
- Bプレート

2年生の男子生徒。
Bプレートだが、Sプレートの3人に劣らない実力を持つ。クレーンゲームマニア。
得意魔法は巨大なクレーンをボタンで操作する「未確認クレーン（UFOクレーン）」。クレーンゲームマニアで、日々技術向上のために訓練している。

#### 3年
滑塚亘（なめづか わたる）
- Ru（ルテニウム）プレート

3年生の男子生徒。3年執行部の1人。
やや前頭部が薄く額に傷があり、細目がち。見えない手で対象を掴むことが出来る魔法「魔手（マジックハンド）」を使う。教頭の指示で九澄の実態を調査するが、真相を知ることは出来なかった（九澄と柊父にまんまと騙された）。挑発的な態度を取るが、根は真面目で誠実かつ、面倒見がいい。
初登場M:67
部長（名前不明）
3年生の男子生徒。3年執行部の1人で、部長。
未だ実態は不明だが、かなり強力な使い手であるらしい。長髪が特徴、M:97で顔が判明した。
初登場M:70
副部長（名前不明）
3年生の女子生徒。3年執行部の1人で、副部長。
未だ実態は不明。面倒くさがり屋。空間と空間を繋げる魔法「54の扉（ルービックドア）」を使う。
初登場M:70

### 2年生
伊勢聡史（いせ さとし）
- Sプレート

伊勢カオルの兄だが、楽天的な弟とは違い成績優秀でS（シルバー）プレートを所持。しかし冷徹で愛想が悪く、短気で常に喧嘩腰。元々は執行部の一員で永井の親友だったが、取締り方が段々横暴になってきた事が原因で執行部を辞めさせられた、と思っていたが、実は辞めさせられそうになった時に永井が伊勢（兄）を休部させた為、未だ執行部に籍がある。もう本人は戻る気はないらしいが、魔法を喧嘩の道具にする自分の行動は改めたようだ。九澄との魔法バトル以降、彼をライバルと定めた模様。
魔法は主に鎖を使用。
山根（やまね）
- Bプレート

九澄らに絡んだプレート強奪魔の1人。魔法は主に「KOハンマー」を使用。だが九澄の格闘術に敵わず成敗される。後に退学処分に。
及川光日郎（おいかわ みつひろ）
- Bプレート

魔法薬学（ドラッグメーカー）部の部長。
目的地までの正確な地図を描く魔法「正確なる道案内（ミリオンロードマップ）」を使うことが出来る。しかし本人が相当な悪筆のため、他の人には適当に書いてあるとしか見えない。
高見（たかみ）
- プレート不明

2年D組。学園祭のEKR対決でホウキレースGP対決の刺客として九澄と対決する。魔法「ゼリー状瞬間（アルファロン）」で他の参加者を脱落させ、巧みな策で九澄を追い詰めるも、最終コーナーで九澄に策を逆手に取られ敗れる。
松田俊樹（まつだ としき）
伊勢兄のクラスメイト。学年で十指に入るほどの実力だったが、性格が執行部には不向きだった為に生徒会執行部には入れなかった。
文化祭後に転校した。

### 魔法教師
魔法教師は基本的にG（ゴールド）プレートを所持し、ブラックプレートでもある。
柊賢二郎（ひいらぎ けんじろう）
魔法技術主任教員であり、愛花の父。37歳。魔法の能力は校長に次ぐ実力者であり、校内全ての生徒から恐れられている存在。無愛想でぶっきらぼうな態度が目立つが、愛花曰く本当は優しいらしく、かなりの親バカ。
その親バカぶりは、愛花が自分の意志で九澄の補佐につき、その意志の強さに負けても、後日C組のクラスメイト全員に、その手伝いをさせるという名目で、部屋に2人きりにさせないほど。
魔法の存在を外部の人間（九澄）にバラした責任で、九澄の事がバレれば彼自身もクビになってしまう為、九澄とは嫌々ながらも秘密を共有する事となる。九澄と愛花が仲が良くなりつつある事が非常に気に食わないが、土壇場による度胸は認めている。実は現在の九澄の現状を作り出した1人。
夏休み中盤以降、布敷島で九澄のM0を強化させるために彼を島に呼び寄せる。プレート修復中のため、九澄の指導を新垣に依頼する。なお、2学期に入る頃には予定より早くプレートの修復は完了した。
花先音芽（はなさき おとめ）
聖凪高校の学校長。穏やかな雰囲気の年配の女性で温厚な性格だが、意外と大胆不敵な面も持つ。入学面接試験では、魔法で若き日の姿（眼鏡をかけたそばかすのある女性）に変身して面接をしていた。ルーシーを校長室で栽培している。実は現在の九澄の現状を作り出した1人。なお彼女は、Gプレートではなく、Pプレートを所持している。
大木高男（おおき たかお）
聖凪高校教師。32歳。名前とは裏腹に小柄な体格で、その事を気にして8cmの上げ底靴を履いている。その事で九澄に「大先生」と呼ばれてよくからかわれているのと、（魔法を使えない事を隠し天才生徒で通す為の）九澄の授業中の不真面目な態度も相まって彼の事を快く思っていない。
百草紀理子（ももくさ きりこ）
聖凪高校教師。カールのかかったロングヘアで眼鏡を掛けた、スタイル抜群の美女。
魔法試験では第二関門の試練を与える役目を担う。
門庭福夫（かどにわ ふくお）
聖凪高校教師。中年の男性。親父ギャグが好きらしく、連発しては周囲を呆れさせている（愛花除く）。魔法の1つとしてそれで呆れさせた人の体温を1度（単行本では0.3度になっていた）奪う力を持っている。人の話を聞かない時に多用する。魔法試験の後、ヅラを着用し始める。
新垣蓮道（にいがき れんどう）
元聖凪高校教師で、現在は布敷島研究所の責任者で教員の魔法指導をしている。甚平と髭がトレードマークの老人男性。魔法の実力は校長に並ぶほど。キセルを愛用し、煙を使った魔法を使用する。九澄のM0強化特訓の指導を担当する。
初登場M:62
鏡昭司（かがみ しょうじ）
聖凪高校教頭。サラリーマン風。夏休みは、校長代行をしていた。規則に厳しく、特例や特別扱いというのを一切許さない。3年魔法執行部は教頭の直轄であり、彼の指示で動かすことができる。
校長のプレート破損をきっかけに、3年魔法執行部を動かして九澄を調べようとする。普段は3年校舎にいる。
初登場M:67
花先音弥（はなさき おとや）
現校長・花先音芽の父であり、聖凪高校先代校長。幽霊のようだが、魔法で身体を作り出している。そのためか、他人からは彼に触れることはできないが、彼自身は物に触れることができる。少年の姿をしているが、年齢は102歳で、魔法の身体を少年時代に設定しているだけ。一人称は「ボク」。音芽とは違い、その黒い性格が前面に押し出されている。プレートを用いずに魔法を使用することが可能で、強力な魔法を使用できる。また、相手の思考を多少読み取る力がある模様。
聖凪高校敷地内北エリアの石碑の地下に住んでいる様子。40年前に音芽に校長の座を渡してからは、ブラックプレート階級判定上の責任者を務めている。九澄がブラックプレートを持つに値するか試す。九澄がブラックプレート階級判定試験中に、本人が入っていない九澄の身体を無断で拝借し、音芽に会うべく学校へと乗り込む。柊父とも面識がある。
初登場M:88
滝和昌（たき かずまさ）
聖凪高卒業生で、柊父の元同級生。37歳。
魔法技能を管轄する特殊機関にいたが、尾輪哩高への赴任が決まっている。
聖凪高の魔法教師ではない。

### 聖凪高部外者
九澄胡玖葉（くずみ こくは）
九澄大賀の姉。19歳。身長が132cmしかなく、小学生に間違えられるほどの童顔・チビ。これは本人にとっては触れてほしくないことで、それを指摘されると激怒し、相手を叩きのめす。大賀には「姉ちゃん」と呼ばれている。聖凪校の面接日当日に入試案内を忘れた大賀に届けに行く途中、カリスマインディーズバンド「GYAK SATU（虐殺）」を発見し、入試案内の魔法文字が書かれたページにサインしてもらったことが聖凪の生徒としての大賀の環境を作り出すきっかけの1つとなった。小柄ながらも大賀を一瞬でねじ上げてしまうほどの空手の達人であり、中学生時代に一般の大会で準優勝したことがあるらしい（本人曰く、「大会で優勝に絡まないことはなかった」）。面接日当日に柊父に一目惚れし、夏休みにわざわざ聖凪校にまで来校して偶然再会を果たし、食事をしませんかと誘ったが、小学生と間違われ玉砕。柊父を撃破する。弟・大賀に対してはかなり厳しく接しているが、実際は非常に弟思いでもある。魔法試験2ndでは大賀のゴールとして登場した。
なお、名前の由来は「告白済み」のアナグラム。
初登場M:54
九澄梢加（くずみ しょうか）
大賀と胡玖葉の母。42歳、身長143cm。専業主婦。
名前の由来は「昇格済み」のアナグラム。

## 魔法特区
1. 世の中の所々には「不思議な現象が起こる場所」があり、そのような場所を魔法磁場と呼ぶ。
2. 魔法磁場のような、魔力が強力に生まれる稀有な土地を魔法特区と称する。
3. 聖凪高校が立地する聖凪山は、その魔法特区に当たる土地である。
4. 他にも昔から言われる聖地や霊山などは、いわゆる魔法特区である事が多い。
5. 本編で確認された魔法特区は聖凪山、布敷島、尾輪哩高校（熊本）である。

## 聖凪高校の特色・決まり
- 聖凪高校は魔法特区である聖凪山に立地している為、校内に限り魔法が使える。
- マジックプレートを持たない者は学校に入る事が出来ない（ただしプレート所有者が無理やり中に入れる事は理論上可能である模様。例：体を合体させる等）[5]。
- 用もないのに部外者が入って来た場合は、学校に関する記憶を全て消してから外に出す。
- 用もなく部外者を入れた者は教師・生徒問わず、記憶を消し除籍・退学処分にしなければならない[6]。
- また、他の学校に転校する際も魔法に関する記憶を消すことになる。
- 入試案内に書かれている魔法文字を読めない者は受験に合格出来ない[7]。
- 1年生は基礎期間が終わるとチームで授業を受ける事になる。得手不得手をカバーし合える友達と組むと成績は有利になる。
- プレートを紛失し、7日間見つからなき者は退学とする（校則3条第9項）[8]。
- プレートに関する処罰は厳しく、盗む等を行った場合その者は退学とされる。
- プレート紛失時の校内出入りは特別な入校券が発行される。
- プレートを紛失しても、本人に過失の無い場合は退学を免れる。
- 卒業時に魔法レベルに応じて願い事を1つ叶える事が出来る。

## マジックプレート
マジックプレートとは、魔法特区において魔法を使う為の特殊なプレートである。また、個人証・入校証の役割を持ち、プレートを持たない者は校内に入る事が出来ない。プレートの制作には多大な魔力が必要であり、特定の時期にしか制作出来ない。生徒は主に魔法試験に合格し、特定の時期にプレートの格上げ（ランクアップ）を行うことで、以前より強力な魔法を使用することが可能となる。
通常、1年生から2年生初期はベースメタル系（RI・I・C・WI・YB・BB・WB・RB・B）で成長し、2年以降、バランス重視白金属系（Sb・S・G）、入力量用アップレアメタル系（Rb・Co・Ru）、容量はあまり増えないが魔法の威力アップ強化合金系（St・Cc）などから選択することが可能となる。

### 特殊系
来客者用ダミープレート
必要に応じて他者を校内に招き入れる場合のみに使用されるプレート。容量は全く入っていない為魔法を使う事は出来ない。
見た目は普通のプレートとは変わらない。
エムゼロプレート（M0）
魔力を持たないプレート。ただし魔法査定ポイントを蓄積する事は出来る。マジックキャンセル効果があるが、無効にした魔法と同等のポイントを消費してしまう。使い方によっては最も強いプレートになりうるが、本来プレートの格上げに使用するポイントを消費する為、使い過ぎると上位のプレートに上がれないという欠点を持つ。
また、プレートの格上げを行った時点でM0プレートとしての性能は失われてしまう。
ブラックプレート
通常のマジックプレートに黒い魔法金属を混合したプレートを指す。魔法を1つだけ記憶し、一度だけ使用することができる。また、プレートの加工には優れた技能者が必要とされる。生徒がプレートをブラックプレート化するにはブラックプレート階級判定試験をクリアしなければならない。クリアしたのが高いレベルの試験であるほど、魔法金属の配合される割合も増えていく。魔法を記憶する時は「チャージ」と言い、プレートを魔法に当てる。使う時は「オープン」を言う。
ブラックエムゼロプレート（BM0）
エムゼロプレートに黒魔法処理をしたもので、現在（M:94）九澄が使用している。普通のプレートと違い、M0を使ってしまうと記憶魔法を消却してしまうため、記憶魔法を保持するためにはM0を使ってはならない。
プラチナ?/P　
校長が使用していたプレート。魔法磁場をコントロールするプレートか、普通のプレートかは不明。ランクなども一切不明。だが、柊父のゴールドプレートより修復に時間がかかっていることから、ゴールドプレートよりも高ランクであることが予想される。

### ベースメタル系

#### アイアン系
レッドアイアンプレート（RI）
容量は最小。1年生が最初に使用する入門用のプレート。
アイアンプレート（I）
RIからレベルアップしたプレート。
I・C・WIの中では最も下のレベル。
クロムプレート（C）
RIからレベルアップしたプレート。
I・C・WIの中では真ん中のレベル。
ホワイトアイアンプレート（WI）
RIからレベルアップしたプレート。
容量はRIの約2倍と思われる。I・C・WIの中では最も上のレベル。

#### ブロンズ合金系
イエローブロンズプレート（YB）
WI・I・Cからレベルアップしたプレート。1年生が2回目にプレートレベルアップする4つ＋1つのうち1つ。
YB・BB・WB・RBの中では最も下のレベル。
ブルーブロンズプレート（BB）
WI・I・Cからレベルアップしたプレート。1年生が2回目にプレートレベルアップする4つ＋1つのうち1つ。
YB・BB・WB・RBの中では下から2番目のレベル。
ホワイトブロンズプレート（WB）
WI・I・Cからレベルアップしたプレート。1年生が2回目にプレートレベルアップする4つ＋1つのうち1つ。
YB・BB・WB・RBの中では上から2番目のレベル。
レッドブロンズプレート（RB）
WI・I・Cからレベルアップしたプレート。1年生が2回目にプレートレベルアップする4つ＋1つのうち1つ。
YB・BB・WB・RBの中では最も上のレベル。
ブロンズプレート（B）
WI・I・C・またはRB・WB・BB・YBの次のクラスのプレート。
ベースメタル系プレートの中で最も上のレベル。
1年での使用者は大門など3名のみ。

### レアメタル系
ルビジウムプレート（Rb）
Bからレベルアップしたプレート。
レアメタル系プレートの中では最も下のレベル。
コバルトプレート（Co）
Rbからレベルアップしたプレート。
レアメタル系プレートで下から2番目のレベル。
ルテニウムプレート（Ru）
詳細は不明。執行部3年の滑塚が使用。

### 白金属系
シルバーブラックプレート（Sb）
Bからレベルアップしたプレート。
白金属系プレートの中では最も下のレベル。
シルバープレート（S）
Sbからレベルアップしたプレート。
白金属系プレートの中では下から2番目のレベル。
容量は平均値。1年では使用者なし、2年では執行部の3人＋伊勢兄が使用。
ゴールドプレート（G）
容量は最大クラス。教師や特定の優秀者が使う。

### 強化合金系
スティールプレート（St）
Bからレベルアップしたプレート。
強化合金系プレートの中では最も下のレベル。
超硬合金プレート（Cc）
Stからレベルアップしたプレート。
強化合金系プレートの中では下から2番目のレベル。

## 登場した主な魔法

### 合成魔法
簡単にいえば、異なる物体を融合させる魔法。例えば、九澄は「頭」と「ネジ」を融合させられたことにより、首と体を分離させられた。このとき、九澄の頭の、体と連結していた首がおねじとなっていて、体の首が据えられていた個所にめねじがうがたれていた。1年生終了時のレベルの魔法。M:1初出（1巻）

### 物体強化魔法（パワーアップ型）
物体の体積や形状の変化等をする魔法で、魔法的な機能を付加するものもある。武器を用意するなどの目的で使用される。作中ではヘアピンや絆創膏、安全ピンなどが巨大化された。三国久美らが得意とする。
首輪を掛ける魔法（名称不明）
- 使用者：伊勢聡史

対象はシルバーチェーンで、効果は巨大化や空間内での運動の操作など。鎖の先端をボクシングのグローブの様に変え、相手を殴る事も出来る。また、最大時には人型ほどの大きさにすることも可能。
M:1初出（1巻）
お玉を巨大化させる魔法（名称不明）
- 使用者：柊賢二郎、九澄大賀

対象は調理用具のお玉で、巨大化、あらゆる物をえぐる機能を与える攻撃用の魔法。また、えぐったものはマジックアウトすれば元に戻る。対人用としてはかなり凶悪な魔法ではあるが、柊賢二郎は九澄に容赦なく使用した。九澄の使用した際は、M0を使わせようとする滑塚にM0以外で対抗させるために柊が九澄に魔法をかけたお玉を与えたときである。
M:1初出（1巻）・M:69再登場
獣縄（ドッグロープ）
- 使用者：柊賢二郎

ロープに警察犬のような能力を与える魔法。人・モノの情報(所持品など)を得ると、犬が臭いを追うようにして自動的に探す。また、自動で縛り上げる能力もある。
M:4初出（1巻）
教科書を鎖のように繋げる魔法（名称不明）
- 使用者：伊勢聡史

教科書を若干巨大化させ、鎖のように繋げて自在に操る魔法。粗相しようとした伊勢カオルを懲らしめるために使用された。
M:6初出（1巻）
KOハンマー
- 使用者：山根（プレート強奪魔）

魔法によって巨大化させたピコピコハンマーを振るう事により、それに当たった者を即気絶させる事が出来る。ただし、九澄には一度で気絶しなかったという例外が存在する。
M:8初出（2巻）
ブラックバンドウェッブ
- 使用者：宇和井玲

自身の髪止めのゴムを弾力のある網に変化させる。この網は元のゴムより巨大で、壁や天井に固定し、引っかかった物を弾き飛ばす。
M:11初出（2巻）
どこでも風呂敷
- 使用者：八条宗二

自身のブレザーなどを風呂敷の様にして対象を包み込み拘束する。
M:11初出（2巻）
手錠を掛ける魔法（名称不明）
- 使用者：永井龍堂

巨大な手錠を操り相手を捕獲する。
M:12初出（2巻）
カーボンアロー
- 使用者：2年男子生徒（名前不明）

シャープペンの芯が入ったケースにプレートを挿入する事で、芯を巨大化させ矢の様に飛ばす。
M:13初出（2巻）
将棋の駒を巨大化させる魔法（名称不明）
- 使用者：柊賢二郎

将棋の駒を巨大化させ、相手に向かってぶつける単純な巨大化魔法。九澄にM0プレートの効果を実演するために使用された。
M:18初出（3巻）
アクセサリーを巨大化する魔法（名称不明）
- 使用者：皆口南々海

アクセサリーを巨大化させる魔法。斧状のアクセサリーであるため、巨大な斧として使用した。強度はかなりのものだが、重量も相当重いため使いこなすのは至難。
M:25初出（3巻）
巨大針（ビッグニードル）
- 使用者：三国久美

待ち針を巨大化する魔法。土坊主から逃げ、かつ土屋に接近するために使用した。
M:37初出（4巻）
化学の虜（かがくのとりこ）
- 使用者：1年D組男子生徒（名前不明）

ビーカーを巨大化させて、相手を捕獲する。
M:39初出（5巻）
コームアックス
- 使用者：三国久美

折りたたみクシを巨大化させる。その名の通り、「斧」として使用した。
M:45初出（5巻）
ゴールデンハンマー
- 使用者：堤本浩巳

ドンキで買ったおもちゃを用い、地面を叩くことで離れた場所にいる相手を上空に2m程吹っ飛ばす。
M:59初出
長身枝（トールトール）
- 使用者：三国久美

落ちている木の枝を巨大化させる。
M:66初出
タイタンズハンマー
- 使用者：九澄大賀

暴れ回るハンマーを操る魔法。本編で九澄が自由に使える唯一の魔法である。

### 視覚系魔法（イメージ型）
相手に見える姿や形を変化させる魔法。あくまで視覚情報を操るだけで実際に変化するわけではない。攻撃力はないが、補助魔法としてはかなり有効。柊愛花が得意とする。
透可視線（クリアレイ）
- 使用者：柊愛花

光の通過や反射を変化させて、対象を透かして見る魔法。
M:10初出（2巻）
DELETER（デリーター）
- 使用者：1年男子生徒（名前不明）

自分の外見をスクリーントーンの柄に変化させる。用途が不明な魔法。
M:25初出（3巻）
限りなく透明な私（クリアクリーン）
- 使用者：柊愛花

自分や他人をその他の人間に視覚で認識することを不可能にする魔法。
M:26初出（3巻）
不可視の霧（ブラックカーテン）
- 使用者：柊愛花

カーテンのような不透明な霧を作る、相手の視界を遮るための魔法。使用者でないと解除出来ず、その他の人間では霧の位置に影響を与えることはできない。
M:45初出（5巻）
魔化粧（リアルフェイス）
- 使用者：柊愛花

他人に見かけ上変身する魔法。愛花は不慣れなため、まだ完璧な変身は出来ず、鏡があればよりよく出来るらしい。
M:50初出

### 物体操作系魔法（コントロール型）
物体や人などを操作することができる魔法。乾深千夜が得意とする。
一髪操作小（ワンヘアーマペットミニ）
- 使用者：乾深千夜

人型の小さな人形に髪の毛を括り付け、その人形を動かす事で髪の持ち主を人形の状態に様に動かす魔法。1本の髪の毛につき1操作（ワンアクション）可能。
M:7初出（1巻）
ワンコインプレーヤー
- 使用者：乾深千夜

対象の人間にゲームのコントローラをつなげ、入力で人に武闘技を使わせる事が出来る操作系魔法。操作される側は体の自由を奪われるが、発話などの些細な動作はできる。
魔法入力に失敗した際は、本気の状態のプレイヤーが負けなければ魔法が解除されない。
M:18初出（3巻）
指揮紙（しきがみ）
- 使用者：乾深千夜

人型をした紙に一定時間決まった行動をさせる魔法。紙の上には数字が表示されており、00になると効果が切れる。
M:22初出（3巻）
指揮紙EX
指揮紙の巨大化バージョン。リアルタイムで操作が可能。
M:46初出（5巻）
G・P・S（グレイトペーパースペシャル）
- 使用者：三国久美（＋伊勢カオル）

トイレットペーパーに魔法の力を加えて飛ばす。初登場時は伊勢の磁力魔法が加えられた。
M:23初出（3巻）
マッハシャーペンボム
- 使用者：1年女子生徒（名前不明）

シャーペンに顔の様なものが描かれており、それを超高速で周囲に飛ばす魔法。
M:25初出（3巻）
GO!!! エスケープ
- 使用者：津川駿

スケートボードに魔法の力を加えてスピードなどを大幅に上昇させる。壁を走るなどかなり重力を無視した動きが可能。
M:26初出（3巻）
韋駄天"號"（いだてん ごう）
- 使用者：津川駿

スケートボードに魔法の力を加えてスピードを大幅に上昇させる。
M:39初出（5巻）
韋駄天"號MAX"（いだてん ごうマックス）
韋駄天"號"のスピードを更に上げる。
M:39初出（5巻）
韋駄天"操"（いだてん そう）
乗る人間なしでスケートボードを操縦する。
M:59初出
正義の鉤縄（せいぎのかぎなわ）
- 使用者：1年D組男子生徒（名前不明）

シルバーアクセサリーのついた紐を操る。相手を自動で縛るなどの効果がある。
M:36初出（4巻）
紙飛行機と糸を操る魔法（名称不明）
- 使用者：1年D組男子生徒（名前不明）

糸を付けた紙飛行機を飛ばし、紙飛行機を伝って遠くの会話などを聞くことが出来る。さらに紙飛行機を自在に動かし、糸を周囲に張り巡らせ相手を囲むことが出来る。その糸に触れると自動で対象を絡めて捕まえることができる。糸の反応で引っかかった対象の大体の大きさが分かる。
M:37初出（4巻）・M:38初出（5巻）
糊弾（ノリ・ボム）
- 使用者：1年D組男子生徒（名前不明）

糊のような液体を使い、粘着により相手の動きを封じる。
M:38初出（5巻）
抑制の赤布（マタドールクロス）
- 使用者：畑龍馬

巨大な布で相手を拘束する魔法。布がボロボロになると拘束力は格段に落ちる。
M:42初出（5巻）
ガムガムフレア
- 使用者：三科映美理

ガムのような粘着質の物を相手に飛ばし、付着させ操作する。
M:45初出（5巻）
書家の魂（しょかのたましい）
- 使用者：出雲文美

巨大な毛筆で空中に漢字を一文字書く事で、その漢字の意味する現象を実現させる魔法。「壁」と書く事でバリアーを展開し、「破」をぶつけることにより対象を破壊し、「絶」で伊勢カオルのセクハラから自分を護る。「退」で周囲の相手を後方に吹っ飛ばす。
M:47初出（5巻）
メリーの鈴（メリーのすず）
- 使用者：白石淳

鈴の音で羊のぬいぐるみを操る魔法。羊は体当たりと噛み付きで攻撃するが、ぬいぐるみなので痛くはない。作中では同時に3匹まで操作している。
M:49初出（6巻）
踊る三毬（ダンシングスリーボール）
- 使用者：大門高彦

三つの玉を弓矢で飛ばし、高速回転させながらジグザグに動かす魔法。
M:50初出（6巻）
スパイダー5（スパイダーファイブ）
- 使用者：宇和井玲

手から糸を出しクモを操る魔法。物を探す時などに使用する。
M:72初出（8巻）
捕獲の十字架（ハンティングクロス）
- 使用者：大門高彦

十字架のアクセサリーがついた紐を弓で飛ばし相手を縛る魔法。
M:79初出（9巻）

### 物体磁石化魔法
物質や人間に磁力を帯びさせ、磁石化する魔法。伊勢カオルが得意とする。
30秒間の磁引力（ハーフミニッツマグネティズム）
- 使用者：伊勢カオル

プレートを挿した物を30秒間、磁石がくっ付く様にそれに触れた物と接着させておく魔法。
M:5初出（1巻）
上昇磁竜（じょうしょうじりゅう）
- 使用者：柊愛花

磁気で物質を浮かせる魔法。
M:7初出（1巻）
クイックマグネット
- 使用者：伊勢カオル

プレートを投げ、それが通過した物を強制的に磁石化させる。効果は約10秒程。
M:22初出（3巻）
金のがちょう（ゴールデングース）
- 使用者：伊勢カオル

磁力によって物を吸い寄せる。伊勢カオルなら人間を4人まで吸い寄せる事が可能。
M:26初出（3巻）
磁極子（モノポール）
- 使用者：伊勢カオル

２物体をN磁極・S磁極にすることによってその物体同士を引き寄せる。カーテンに使用することで、対象を包み込むことができる。。
M:84初出
電磁玉＋－（でんじだまプラスマイナス）
- 使用者：伊勢カオル

カードから正反対の方向に[電磁玉]を勢いよく射出する。「電磁玉」を取り込んだ２物質は、それぞれ+と-の磁力を帯び、引き寄せ合う。
M:84初出

### 身体変化系魔法
自身または相手の身体能力や仕組み、形状などを変化させる魔法。
カトゥーン・ハンド
- 使用者：柊賢二郎

拳だけを大きくする魔法。ちなみに、九澄が伊勢(兄)の魔法により現れた本とバトル。バトル後に、伊勢(弟)が腫れあがった九澄の拳をみてカトゥーン・ハンドを使用していると勘違いした。
M:6初出（1巻）
変身する魔法（名称不明）
- 使用者：プレート強奪魔の1人

噛んだガムを顔に貼り付けることによって、顔だけでなく身体全体変身する魔法。ただし体積は変わらないため、変身する対象次第では自身の服を脱ぐなど体積を減らさなくてはならない。
M:8初出（2巻）
ウソ発見魔法（名称不明）
- 使用者：花先音芽

相手の嘘を判別する魔法。九澄の本心を訊くために使用された。
M:10初出（2巻）
身体を半分にして分身を作る魔法（名称不明）
- 使用者：百草紀理子

鋭利な刃物と化した自身の長い髪の毛で、対象者を真っ二つに切ることによって、対象を2人に分身させる。分身にさせられた相手は身体の大きさが半分になる。思考パターン、使える魔法（パワーは半減）などは同じで、分身の片割れは百草の命令を聞いて行動する。魔法試験の第二試験の課題として使用された。本人が分身に触れると元に戻る仕掛けがされている。
M:21初出（3巻）
ペーパーハンド
- 使用者：1年男子生徒（名前不明）

両腕を紙の様に薄くする魔法。
M:25初出（3巻）
幻の右＋黄金の左
- 使用者：下田明歩

両手から黄金色の拳を具現化させ、対象を連続で殴り付ける。
M:26初出（3巻）
美・風船（ミス・バルーン）
- 使用者：今美可子

自分の身体を風船状に膨らませる。クッションや足場になるほか、膨らませた状態から元に戻る際に風船のように高速移動することができる。
M:43初出（5巻）
見廻眼（ミカエル）
- 使用者：武部悠希

自分の目を魔法で飛ばし、飛ばした先の状況を偵察することが出来る。
M:44初出（5巻）
黒髪の女王様（ブラックヘアクイーン）
- 使用者：桜庭紫紀

髪の毛を強化し、鞭のように操る。鞭は伸縮自在である。
M:45初出（5巻）
ロケットパンチ
- 使用者：次原豪也

自分の腕を飛ばす魔法。足を飛ばすことも可能だが、頭は不可。
M:47初出（5巻）
ペーパーマリオ
- 使用者：新垣蓮道

煙で作った巨大な両手で対象を叩き潰すことによって相手の身体を薄い紙状にする魔法。
M:62初出
ビッグフット
- 使用者：新垣蓮道

煙管の煙で作られた巨大な足。敵を上から踏み潰す。
M:65初出
ホーリーハンド
- 使用者：柊賢二郎、九澄大賀

腕を巨大化させる魔法。自由に伸縮させ、物を掴むことができる。柊父が使用した際は九澄を透過したが、九澄が使用した際は掴むことができたため、使用者の意思で掴んだり通過するなどを選択できる模様。ホーリーと名が付くことから回復効果がある可能性があるが、特に描写されて無いため詳細は不明。
ブラックプレート実践の実験で使用された魔法。九澄が初めて使用した魔法となる。
M:94初出

### 性質変化魔法
一坪の泥沼（ひとつぼのどろぬま）
- 使用者：1年D組女子生徒（名前不明）

一坪サイズの粘度の高い泥沼を作り、相手を捕獲する。捕らえられた対象は沼の中ではまともに泳げないが、呼吸は出来る。
M:39初出（5巻）
狭視野の射手座（ピンポイントサジタリウス）
- 使用者：大門高彦

髪の毛を矢にしてピントを合わせて矢を放つ。命中率は極めて高い。
M:41（M:40）初出（5巻）
HENGE（ヘンゲ）
- 使用者：桃瀬晶

相手を強制的に変身させる魔法。名前の由来はその名の通り「変化」から。効果が持続する時間は15分程度。九澄はバスケットボールに変化させられた。
M:53初出
微HENGE 天翔翼（びヘンゲ ガルウイング）
物質に状態変化を与える魔法。魔法教科書を鳥の翼のように羽ばたかせた。
M:59初出
ブループリン
- 使用者：Cプレートの女子生徒（名前不明）

水分を山のように盛り上げる魔法。解除すると一気に固体化が溶けるため、津波などが発生する。プールイベントを盛り上げるべく使用されたが、トラブルが起こる原因となった。
M:61初出
渦潮@（うずしおアットマーク）
- 使用者：WIプレートの女子生徒（名前不明）

水分に波を発生させる魔法。ブループリンと同時に使用されたため、トラブルが起こる原因となった。
M:61初出
泥海（マッドシー）
- 使用者：松田俊樹

泥沼の空間を作り、特定のターゲットのみを沈める。

### 放出系魔法
声震砲（ボイスワープ）
- 使用者：柊愛花、柊賢二郎（直接使用した描写はなし）

自身の発した大声を弾丸、もしくはビームのように変える魔法。破壊力が高い上級魔法であり、護身用として柊父が愛花に覚えさせていたが、RIなど下級プレートでは一日に一発が限度（WIなら一日に二発撃てる）。後に大賀がブラックM0プレートを手に入れた際、使ってみたい魔法として柊父からチャージさせてもらっている（ただしすぐに使い切ってしまった）。
M:4では声震弾と表記されている。
M:1初出
昇天使（エンジェルフライ）
- 使用者：観月尚美

プレートを使い対象の頭上に天使の輪の様な物を出現させ、強制的に浮かび上がらせる魔法。自分にも使用可能で、使用者自ら浮上することも出来る。
M:32初出（4巻）
小天使（プチリング）
昇天使の小型版。トラップ型で、周囲の地面に大量に設置し、その上に足を乗せた対象者を強制的に移動させる魔法。
M:46初出（5巻）
魔指弾（ドン・パッチン）
- 使用者：小石川拓馬

指を鳴らしてその衝撃波を飛ばす。
この魔法は指だけに限らず、音さえ出せれば下記のように体のどこを使っても出せるようである。
M:33初出（4巻）
魔手弾（ビッグ・ドンパッチン）
両手で拍手を打ってその衝撃波を飛ばす。魔指弾の強力なバージョン。
M:41初出（5巻）
魔踏弾（ドン・ガッチン）
足で地面を踏むことにより周囲に衝撃を与える。手が塞がっている際などに使用する魔指弾の応用。
M:42初出（5巻）
魔鋼弾（ドン・ガッキン）
両手にメリケンサックを装備して打ち鳴らして衝撃波を飛ばす。魔指弾の5倍の威力があり、ある程度指向性を操作できるが、結構MPを消費するらしい。
M:48初出
魔手（マジックハンド）
- 使用者：滑塚亘

強力な見えない手で対象を掴むことができる。範囲は50m程だが、対象との距離感が正確に認識できていないと使いこなせない。
M:67初出
螺旋塊弾（らせんかいだん）
- 使用者：小石川拓馬

衝撃波を螺旋状にして飛ばす魔法。
M:90初出

### 分類が不明の魔法
M0（エムゼロ）
- 使用者：九澄大賀

M0プレートでのみ使用できる魔法。魔法磁場を無効化（＝魔法を無効化）する空間を作り出す。通常は使用者の周り（約半径1m）に展開するが、修行を積むと無効化空間の形状、体積、位置を自由に変化させることができる。初期の消費ポイントは無効化した魔法に使われているMPと同じ値のポイントを消費するものだったが、M0空間のコントロールを身につけてからは「発生させたM0空間の体積分のポイントを消費する」に変更された。ポイントが足りない（体積が小さい）と完全には無効化できない。なおM0を使用する際に消費するポイントは、通常のMPとは異なり魔法成績査定用のポイントである。つまりM0を使用する度に魔法の成績が下がることになる。厳密には魔法ではなく、ブラックプレートに記録することはできない。
円錐
円錐状のM0空間。
巨大な攻撃を防ぐ際、一点だけ防げばいい場合に用いる。
M:64初出
シールド
ホームベース状のM0空間。
M:64初出
俺の形
自分の身体全身をM0で覆った状態。
不意を突かれても防ぐことが出来るが、消費が激しい。
M:65初出
キューブ
立方体状のM0空間。
ポイント消費量は多いが、シールドより多くの魔法を防ぐことが可能。
M:65初出
大断円（だいだんえん）
- 使用者：柊賢二郎

手を伸ばした範囲のものを円形に斬る魔法。
M:4初出（1巻）
未確認（UFO）クレーン
- 使用者：里谷誠

自身の目の前にコントローラーを、標的の頭上にクレーンを出現させ、コントローラー操作をする事でクレーンを動かし、UFOキャッチャーの様に相手を捕獲する。1プレイ毎にMPを100消費するらしい。
M:11初出（2巻）
THE ROCKY HORROR SHOW（ロッキーホラーショウ）
- 使用者：永井龍堂

永井のニット帽「ロッキー」が姿を変える魔法。最大2日間持続可能。但し、使用時間にかかわらず大量の魔力を消費する。
M:12初出（2巻）
ロッキーホラーステージ
「ロッキー」が巨大化する魔法。一度使用すると魔力を完全に消費する。
影から巨大な腕を生やす魔法（名称不明）
- 使用者：柊賢二郎

自身の影から巨大な腕を出現させる魔法で、その腕を自在に操る。握力は人を持ち上げる相当なもの。
M:12初出（2巻）
親父の魂（グッドガイソウル）
- 使用者：門庭福夫

マイクなどを通してギャグを言い、そのギャグを「寒い」と感じた人間の体温を0.3度減少させてしまう魔法。愛花など一部の例外を除けばほぼ全ての生徒に効く、ある意味強力な魔法である。
M:25初出（3巻）
影縛り（かげしばり）
- 使用者：影沼次郎

相手の影の動きを封じることにより、相手の動きを封じる。
M:38初出
正確なる道案内（ミリオンロードマップ）
- 使用者：及川光日郎

1メートルの狂いもない正確な道筋を書く事が出来る。使用者の筆跡で書かれるので、本人が悪筆だと他人に理解してもらえないこともある。
M:28初出（4巻）
土坊主（つちぼうず）
- 使用者：土屋秀和

2体の海坊主のような物が、土の中から顔を出し相手を攻撃する。モデルは作者ゆかりの十勝坊主。
M:37初出（4巻）
インスタントワープ
- 使用者：竹谷和成

予め用意のしてある場所へ、相手に追跡されずにワープする。ただ、完全にワープするまでに時間がかかる。
M:39初出（5巻）
すごろく魔法（名称不明）
- 使用者：1年A組女子生徒（名前不明）

設置系魔法で、具体的な距離や角度が書かれた紙を踏むことにより、踏んだ対象はその紙の指示通り行動させられる。
M:41初出（5巻）
緑の捕食者（グリーンイーター）
- 使用者：1年A組男子生徒（WIプレート所持）（名前不明）

大量の葉っぱで相手を捕らえる魔法。対小石川に用いられたが、魔手弾によって全て霧散された。
M:41初出（5巻）
記憶逆流（メモリーバック）
- 使用者：柊賢二郎
- 協力者：花先音芽

指定した相手の記憶の一部を過去に飛ばす魔法。精神や記憶全てを逆流させるわけではないので、魔法がかけられた対象は過去において何故か未来の一部を知っている既視感のような状態になる。それにより、対象者は過去での行動に変化が生じることとなり、現在の認識や形式が変化することがあるという効果。効力は24時間。魔法解除の際に現在が書き換えられる。使用するには柊父のプレートの許容量を越えるうえ、花先により周囲の魔法濃度を5倍に上げる特殊な状態で無いと使用できない特別な魔法。また、プレートを修復する必要があるため使用者である柊父と花先は向こう2ヶ月間魔法が使えない状態となる。
現在のGPの持ち主として苦労している九澄の状況を変えるために使われた魔法だが、実際はこの魔法が原因で今の状態であることが判明する。この事実を知っているのは柊父と花先とルーシーの3人だけである。当の九澄本人は訳の分からないうちに巻き込まれ把握していない様子。
作中使用時間が最も長い魔法。
M:54初出
校長達は、面接試験の日の九澄に、案内書の魔法文字を読ませて合格させようとしたが、九澄の姉の項にも書かれているように、九澄は上書きされたサインをそのまま読んでしまったために、愛花に爆笑されて、そのことによる騒動を目撃した柊父の魔法によって失神し、不合格となってしまう。その時の騒動により面接官に変身魔法でなっていた校長に気に入られ、「また来るかもしれない」という理由で柊父の九澄の顔の記憶を消した。
チェンジシール
- 使用者：氷川今日子

2枚一組のシールを用い、貼った物体同士の位置を交換する魔法。伊勢と堤本の行動を邪魔するべく使用された。
M:59初出
静電気空間を作る魔法（名称不明）
- 使用者：新垣蓮道

ある空間に静電気を大量発生させる魔法。九澄にM0エリアの認識をさせる際に使用された。
M:63初出
白い挑戦者（ホワイトチャレンジャー）
- 使用者：新垣蓮道

煙管の煙で作られた自律する物体。高速でパンチを連続で繰り出し、華麗なフットワークで移動する。九澄にM0エリアの動かし方を覚えさせる際に使用された。チャレンジャーを通して会話することも可能。
M:63初出
ホッチャー
- 使用者：九澄大賀

白い挑戦者の小型版。水鉄砲勝負の賞品として、九澄が新垣から貰った魔法薬で生成できる。九澄は生成方法のレシピも同時に貰っている。
煙で出来ているが、重いものを運ぶことも可能。陽動など多彩な動きをさせることも出来るが、3分で消滅する。
M:67初出
白い雲と黒い雲の中身を入れ替える魔法（名称不明）
- 使用者：新垣蓮道

新垣の煙で作られた人間サイズをすっぽり包めるほどの小型の白色と黒色の雲を2つ作り出し、中に入った対象を交換（ワープ）させる移動系魔法。
M:66初出
無限包容（バブルパッケージ）
- 使用者：花先音弥 in 九澄大賀

攻撃を吸収し泡に閉じ込める防御用の魔法。
九澄に乗り移った音弥が挑発した小石川の攻撃を防ぐのに使用した。
M:90初出
多数の円錐を発生させる魔法（名称不明）
- 使用者：花先音弥 in 九澄大賀

周囲に巨大な円錐状の物体を発生させ、任意の人物を閉じ込め身動きを奪う派手な魔法。
音弥が柊父に自分の存在を示すために使用された。
M:90初出

### ハッタリ魔法
見かけだけ凄かったり、驚かしたりして相手を牽制するための魔法、または演技などに使う。魔法が使えない九澄が主に用いる。九澄の魔法は柊賢二郎が協力することが殆どだが、九澄の機転でその場しのぎで使われることもある。
トイレットペーパースプリング
- 使用者：柊賢二郎（九澄のハッタリ用）

トイレットペーパーがバネ状になったもの。急降下・急上昇が可能（合成魔法の一種の可能性も）。
M:5初出（1巻）
足首から羽を生やす魔法（名称不明）
- 使用者：柊賢二郎（九澄のハッタリ用）

空を飛べる魔法で、人間3人分の重量すら容易に運ぶことが出来るうえ、スピードも速い。身体変化系にも分類される。
M:26初出（3巻）
蹴球遊戯（ファンタジスタ）
- 使用者：柊賢二郎（九澄のハッタリ用）

サッカーボールを操る。名前は九澄が命名。
M:5初出（1巻）
ブレイブストーン
- 使用者：九澄大賀

手頃な石を使用し、発動すると5秒後に20m圏内に大爆発を起こす魔法と言ってハッタリをかます。
M:1で家庭科室で使用したと言って脅した（実際はガス爆発）。爆発はしない。対小石川・観月に使用した。
M:47初出（5巻）

## 魔法植物
マンドレイク
幻覚剤に使われる。幻覚（擬人化）を見せて身を守るが、プレートを所持していれば自動的に防御されるので幻覚は見えない。
魔法念波網（マジックウェッブ）でイメージを共有している。
ルーシー
野性種で30年住んでいるマンドレイク。人間に直すと15歳。可愛らしい少女の姿を取っているが、その姿は普通のプレートを所持していない九澄にしか視れない。小悪魔的な性格。
学校裏山の洞窟奥の隠し部屋で解放されたドライヤドの泉にあるドライヤドの指輪というマジックアイテムを使用し基礎魔法力が上昇、レベルアップした。
- 自由に空中を動き回れるようになった
- 姿を見えなくする能力を身につけた
- 体力が上がった
- 魔法念波の感度が上がった
- お肌がプルプルになった

上記の能力を得た後、姿を消し九澄について学校へ行く。九澄の事を「大賀」と呼び、サポート役として学校に留まる事に。柊（父）に見付かり、以降校長室で栽培される事になった。九澄以外には根っ子が宙を飛んでいるようにしか見えない。九澄に好意を抱いているが、九澄が愛花に好意を抱いていることを知らない。しかし、文化祭の時には九澄が愛花のことを好きだと知っているようだ。将来の夢は裏山で老後の九澄と暮らすことらしい。クサイ言葉（恥ずかしい台詞）に過敏。　
ホーレンゲ草
ホレ薬に使われる。特殊な匂いを発しており、1日中袋の中に入れて集めればホレ薬として使用できる。
ライヤーゼリー
食虫植物。動物を飲み込んだ後、ゼリー状の分泌物でその動物のコピーを作り出し、動物の仲間を誘うことによって獲物を集める。
ザモ
クイの葉の汁と混ぜるとクイザモの油（周りをモザイク状に隠す）ができる。
クイ
ザモの油と混ぜるとクイザモの油ができる。
ネムネムサボテン
濡らすと催眠ガスを発生させるサボテン。時田が購入したが、その使用目的は不明のまま事故を引き起こした。
M:95初出。

## 魔法アイテム
瞬間筋肉増強薬（クイックマッスル）
魔法薬の一種。使用すると短時間ではあるが一時的に屈強な筋肉を身に付けることが出来る。魔法部歓迎会で薬品部のデモンストレーション用として展示されていた。
M:27初出。
忘却の香（ぼうきゃくのかおり）
魔法薬の一種だと思われる。匂いを嗅いだ者はある特定の記憶を忘れてしまう。特定の記憶の操作は可能な様子。効果は約1日間で、使用者に効果は無い。クラスメイト達から九澄の記憶を奪うために使用された。
M:53初出。
レディーゴー
魔法薬の一種。身体にかけると、より女っぽいスタイルになる（九澄は見た目女っぽくなった自分の顔を見て「なんというプリティフェイス!!!」と驚愕していた）。水に濡れると元に戻る。
M:60初出。
ホッチャー
新垣が使用していた白い挑戦者（ホワイトチャレンジャー）のミニ版。魔法香の煙で作れる。3分間で消える。
M:67初出。
黒魔法処理（ブラックマジックプロセス）
マジックプレートに黒色の特殊な魔法金属を加えることで、一時記憶の機能を付加させることができる。発生している魔法をプレート内に記憶させ、あとで取り出して使うことができるという代物。ただし、保存できる魔法は1つだけで、一度使うとメモリーは空になる。要するにフラッシュメモリーのようなものである。全てのプレートに付加できるが、一般のプレートならば、魔法を保存して使う必要など全くないため、厳密に言えばM0のためにあるような機能である。ただし、取得するには花先音弥の試練をクリアしなければならない。その理由は試練をクリアした段階によって、どのくらいブラックプレート化するかを決めるためである。本来この試験は、卒業間近の生徒しか受けに来ないらしい。
M:88初出。
ムーンGウォーター
時田が調合した魔法液で、この液体を塗った部分の重力が6分の1になる。6分の1とは月面の重力である。1年美乳特選隊の面々が辛いマラソンのために、時田が気を利かせて配布したが、これが原因で一騒動起こることとなる。
M:95初出。
魔法糸
キー呪文を言わないと解除されない魔法アイテム。九澄がプレートにつけている。

## ブラックプレート階級判定試験
花先音弥が黒魔法処理を行う際、どのくらい処理をするのかを見極めるために行われる試験。試験者は音弥の持つ巨大なハンマーで、自身の魔法力を押し出されて創られた身体で試験を受けなければならない。生身の体ではないため、いかなる衝撃を受けようとも死ぬことはない。九澄の場合はルーシーと同じくらいに小さくなってしまった。試験は10段階に分かれている。
レベル1・「壁（ウォール）」
魔法をかけられた巨大な石像を、足先から頭のてっぺんまで上り詰める試験。壁はほとんど平面で、普通に登り切ることは難しい。飛んで登ろうとすると、上から手が落ちてきて叩き落とす。
九澄はM0によって壁に小さな穴を開けながら登って行った。

## クラスマッチ
魔法クラスマッチとは、クラス対抗で行う魔法サバイバルゲームである。以下、九澄ら1年生が参加した1学年クラスマッチについて説明する。

### 概要
各クラス13人（攻撃選手/A・C、偵察選手/S・C、守備選手/G・Cが各4人計12人と、王様/K・Cが1人）の選手を選び、裏山において1クラス同士の勝ち残り式トーナメント方式で行われた。風船帽を被るK・C以外の選手は首にPB（ペイントボール）を下げており、敵選手のPBを割ることでその選手を退場させること、すなわち倒すことができ、かつポイントを得られる。試合時間は各3時間。

### ルール

#### 勝利条件
- 敵K・Cの風船をA・Cが割る。
- A・C以外の敵選手が味方KCの風船を割る（反則勝ち）。
- 敵選手を倒し30点入手。

#### 反則行為
発覚した場合は失格・退場
- 治療を要する怪我を敵選手に負わせる。
- 体からPBを外して隠す、及び試合開始後にPBを交換する。
- 試合エリアの外に出る。

#### キャラクター
A・C（アタッカー）
唯一敵K・Cを倒すことができる。敵選手を倒すと6得点。ただし、敵S・Cを倒すと退場はさせられるが-6点の減点。
敵選手が半径5m以内に近づくと互いのPBが発光する。ただし、S・Cのみ近づいても反応しない。
S・C（スパイ）
敵K・Cの半径20m以内に近づくとPBが発光する。敵K・Cを探すには必須。ただし、自分のPBが反応するのは敵K・Cのみ。
敵選手を倒すと2得点。ただし、敵K・Cは倒せない。
G・C（ガード）
敵選手が半径5m以内に近づくと互いのPBが発光する。ただし、S・Cのみ近づいても反応しない。
敵選手を倒しても無得点。ただし、敵K・Cは倒せない。
K・C（キング）
風船帽をかぶっており、これを敵A・Cに割られると敗北。ただし、A・C以外の敵選手に割られた場合は敵チームの反則負け。
敵選手を倒しても無得点。ただし、敵K・Cは倒せない。

#### 特殊ルール
VIP・C（ビップ）
魔法力が突出している（と思われている）九澄を擁するC組との試合においてのみ適用されたルール。
試合の公平性を保つため、九澄をA・Cに固定しVIP・Cとして設定。VIP・Cを倒すと3倍の得点（18得点）となる。
セーフティエリア
決勝戦で追加されたルール。
決勝戦のフィールドは11ブロックに区切られており、一定時間ごとにランダムで特定のブロックが指定され、制限時間内に当該ブロックに到達したチームがそのブロックをセーフティエリアとして使用できる。
ただし、タイムリミット時に双方のチームの選手がいる場合、その選手のみでエリア争奪戦を行う（当該ブロック内にいる選手は理由を問わず争奪戦参加選手と見なされる）。争奪戦で敗北したチームは、参加選手全員が失格・退場。勝利したチームは、その争奪戦で対戦した敵選手1人につき3点獲得。また、争奪戦が開始されたブロックには他の選手は入ることができず、侵入すると失格・退場。
セーフティエリア内では敵選手は連続10分以上行動できず、タイムオーバーの場合、失格・退場。

## パロディ
なお、作中で『MMR マガジンミステリー調査班』や『ジョジョの奇妙な冒険』、『踊る大捜査線』のパロディネタが使用されている。また、その逆もあり、『太臓もて王サーガ』でも本作のパロディネタが使用されている。

## コミックス
1. 魔法学校!? ISBN 4-08-874277-X
2006年11月2日発売 M：1-M：7
『週刊少年ジャンプ』2006年23号 - 29号掲載分収録
2. 生徒会魔法執行部 ISBN 4-08-874321-0
2007年3月2日発売 M：8-M：17
『週刊少年ジャンプ』2006年30号 - 40号掲載分収録
3. 魔法試験 ISBN 978-4-08-874344-8
2007年5月2日発売 M：18-M：27、番外編 聖凪高の朝
『週刊少年ジャンプ』2006年41号 - 50号、『赤マルジャンプ』2007年WINTER掲載分収録
4. 九澄大賀探検隊 ISBN 4-08-874386-5
2007年7月4日発売 M：28-M：37
『週刊少年ジャンプ』2006年51号 - 2007年10号掲載分収録
5. クラスマッチ ISBN 4-08-874415-2
2007年9月4日発売 M：38-M:47、番外編 聖凪高の課外授業
『週刊少年ジャンプ』2007年11号 - 20号、『赤マルジャンプ』2007年SPRING掲載分収録
6. ふりだしに戻る ISBN 978-4-08-874436-0
2007年11月2日発売 M：48-M：57
『週刊少年ジャンプ』2007年21号 - 2007年31号掲載分収録
7. M0荊の道 ISBN 978-4-08-874468-1
2008年1月4日発売 M：58-M：67
『週刊少年ジャンプ』2007年32号 - 2007年42号掲載分収録
8. ねらわれた文化祭 ISBN 978-4-08-874487-2
2008年3月4日発売 M：68-M：77、番外編 九澄胡玖葉は19歳で身長132cmでメチャ2強くて九澄大賀のお姉ちゃん…の巻
『週刊少年ジャンプ』2007年43号 - 52号、『赤マルジャンプ』2008年WINTER掲載分収録
9. 魔法試験2nd ISBN 4-08-874513-2
2008年6月4日発売 M：68-M：87、番外編 魔法はワンダフル…の巻
『週刊少年ジャンプ』2008年1号 - 12号、『赤マルジャンプ』2008年SPRING掲載分収録
10. さらば聖凪 ISBN 4-08-874554-X
2008年8月4日発売 M：88-M：99
『週刊少年ジャンプ』2008年13号 - 25号掲載分収録

## 余談
- 連載作品名が『エム×ゼロ』に決まる前は『魔法学園Z』という仮タイトルだった。元ネタはアメリカのコメディ映画『超能力学園Z』。
- 2006年40号（M：17）以降は扉絵にあらすじがついている。
- コミックス2巻以降には登場人物のピンナップがおまけとして描かれている。
- 学年の識別は着用しているネクタイのストライプの本数で判断する。
- 2008年11号（M:86）の扉絵の冬の制服デザインを間違えている。翌号、作者自ら巻末コメントで報告した。
- 『プリティフェイス』の時には満載だった下ネタ描写は、本作ではわずかで、パンチラや乳首の露出も殆どなく、少年漫画向きな内容となっている。作者いわく、「自分がやるHネタの作品はあまり人気が出ない」とのこと。ただ、その分下ネタが出てきたとき性的表現は過激で、クイザモの実の話ではフェラチオに触れかかっているシーンがある。

## 『MP0（エムピーゼロ）』

### 概要
『週刊少年ジャンプ』2005年3・4号に掲載。『エム×ゼロ』の前身と言える漫画。登場人物・魔法の設定（マジックプレートではなく指輪）などが異なる。作者が連載した前作『プリティフェイス』で用いられた、「主人公が正体を隠してパニくる学園コメディー」というシステムをベースに作られている。建物の9割が3DCGで制作されている点が過去の作品と大幅に違うところ。作者によると、編集者側に1ヶ月で作れと命令されて焦って作ったという。
『Snow in the Dark（叶恭弘短編集III）』に収録。

### あらすじ
主人公の加水良人が入りそこねた私立凪高校は魔法学校だった。だが、教師影井の面目の為に入学させられる事に。同作はその波瀾に満ちた1日目を描いている。

### 登場人物
加水良人（かみな よしひと）
主人公。中学浪人が決定したが、とある事が原因で凪高に入学する事に。
ちなみに主人公の『加水良人』という名前は、さんずい（水）を「良」に加えるところから『浪人』を表している。
星崎梢絵（ほしざき こずえ）
ヒロイン。加水とは同じ中学で隣のクラスだった。
影井（かげい）
教師。生徒と間違えて加水を校内に入れてしまう。
理事長
女理事長。特別に加水の入学を許可する。

### 凪高校の特色・決まり
- 凪高校は独自に魔法能力を持つ者を調査し、その者にしか見えない入学案内書を送っていて、そこで入学者を決める。
- 入試は形式的に行うのみで合否には全く関係無い。
- 凪高生は教師・生徒問わず、特別な指輪をつける事が義務付けられている。
- 凪高には特別な結界を張っているので、外の者は魔法の様子を見る事は出来ない。
- 部外者を入れた者は教師・生徒問わず、記憶を消し退学処分にしなければならない。